# 乌戎库隆国家公园
乌戎库隆国家公园位于印度尼西亚万丹省，爪哇岛的最西端，毗邻印度洋。这个国家公园包括喀拉喀托火山以及巴娜依丹（Panaitan）、汉都伦（Handeuleum）、贝坞藏（Peucang）等其他一些岛屿。公园总面积为1206平方公里（包括443平方公里的海洋），主体部分是朝向巽他海峡突出的乌戎库隆半岛。
1883年喀拉喀托火山爆發并引发了一场海啸，毁灭了巴娜依丹岛海岸地区的村庄与作物，同时也在当地土地上覆盖上了一层厚约30厘米的火山灰。这次灾难引发了附近居民的大疏散，从而致使这个地区成为许多动物、植物物种的天堂。

## 概述

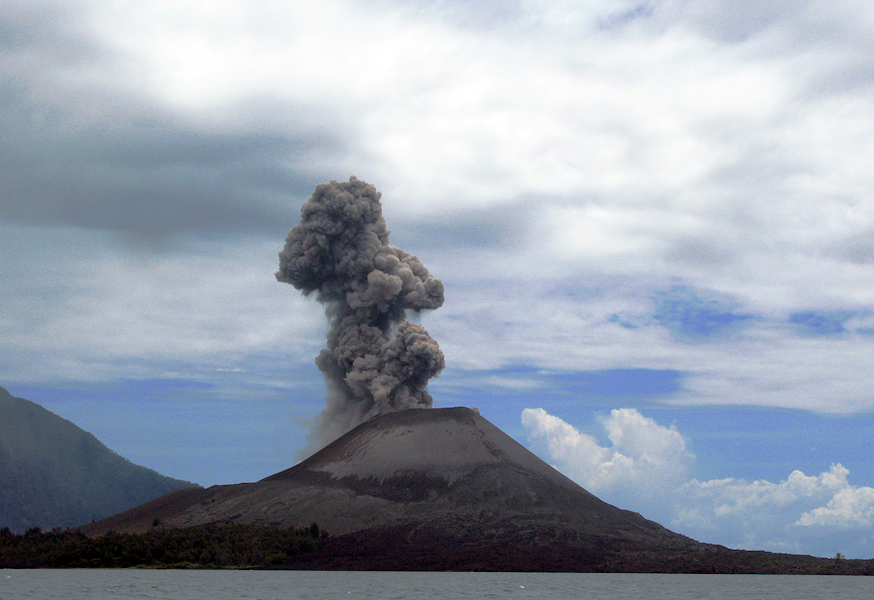
喀拉喀托火山

乌戎库隆国家公园所在地区全年降水丰富，湿度较大，但亦会出现个别月份的干旱。年平均气温在25℃以上，属热带雨林气候。
乌戎库隆国家公园是印度尼西亚第一个建立的国家公园，并在1991年被联合国教科文组织列入世界遗产名列，旨在保护留存在爪哇岛上的世界最大的低地雨林。较常见的植物为棕榈树，并有着大面积的沼泽与红树林。公园内还保护有57种稀有植物物种。
这里也是极危物种爪哇犀牛仅有的两个栖息地之一：约有五十至六十只爪哇犀牛生活在此，另外有十只或更少的这种濒危动物栖息于越南的吉仙国家公园。乌戎库隆国家公园其他珍稀哺乳动物有爪哇野牛、银白长臂猿、爪哇乌叶猴、食蟹猕猴、爪哇豹、爪哇鼷鹿和水鹿等。另外，还有72种爬行动物与两栖动物，以及240逾种鸟类。

## 保护
现属乌戎库隆国家公园的一些区域早在20世纪前期就已经得到了保护，喀拉喀托岛在1921年就已经被宣布成立自然保护区，巴娜依丹岛和贝坞藏岛也在1937年成立自然保护区。1958年，乌戎库隆自然保护区成立。1992年，乌戎库隆自然保护区被建立为乌戎库隆国家公园。至2005年，乌戎库隆国家公园又被指定为东南亚国家联盟遗产公园。
另外，印度尼西亚政府还以法律的形式对爪哇犀进行保护。